# Rhodothermus profundi
Rhodothermus profundi es una bacteria gramnegativa del género Rhodothermus. Fue descrita en el año 2010. Su etimología hace referencia a profundidad. Es aerobia, inmóvil y termófila. Catalasa positiva y oxidasa negativa. Las células miden 0,5 µm de ancho por 1,5-3,5 µm de largo. Forma colonias claras, lisas y viscosas tras 4 días de incubación a 70 °C. Temperatura de crecimiento entre 55-80 °C, óptima de 70 °C. Sensible a ampicilina, cloranfenicol, eritromicina, novobiocina y penicilina G. Resistente a gentamicina, kanamicina, ácido nalidíxico, polimixina B y estreptomicina. Tiene un contenido de G+C de 60,9%. Se ha aislado de fuentes hidrotermales del Océano Pacífico. 